# Pomatoschistus lozanoi
Pomatoschistus lozanoi es una especie de peces de la familia de los Gobiidae en el orden de los Perciformes.

## Morfología
Los machos pueden llegar a alcanzar los 8 cm de longitud total.

## Distribución geográfica
Se encuentra desde el Mar del Norte hasta el noroeste de la península ibérica, incluyendo Cascais en Portugal.

## Observaciones
Es inofensivo para los humanos.